# Cañon City
Cet article possède un paronyme, voir Canyon City.
Cañon City est une ville située dans le comté de Fremont dans l’État du Colorado aux États-Unis.
La population de la ville s'élevait à 15 431 habitants au recensement de 2000. Dix ans plus tard, Cañon City compte 16 400 habitants.

## Géographie
La municipalité de Cañon City s'étend sur 12,51 milles carrés (32,4 km2). Elle doit son nom au Royal Canyon, ou Grand Canyon de l'Arkansas, qui se situe à proximité.
Cañon City possède un aéroport (Fremont County Airport, code AITA : CNE, code OACI : KCNE).

### Démographie
La population de Cañon City est estimée à 16 679 habitants au 1er juillet 2016.
| Groupe                           | Cañon City | Colorado | États-Unis |
| -------------------------------- | ---------- | -------- | ---------- |
| Blancs                           | 95,5       | 87,5     | 76,9       |
| Afro-Américains                  | 1,9        | 4,5      | 13,3       |
| Métis                            | 1,3        | 3,0      | 2,6        |
| Amérindiens                      | 0,4        | 1,6      | 1,3        |
| Asiatiques                       | 0,4        | 3,3      | 5,7        |
|                                  |            |          |            |
| Hispaniques et Latino-Américains | 9,2        | 21,3     | 17,8       |

Le revenu par habitant était en moyenne de 21 180 dollars par an entre 2012 et 2016, inférieur à la moyenne du Colorado (33 230 dollars) et à la moyenne nationale (29 829 dollars). Sur cette même période, 21,3 % des habitants de Cañon City vivaient sous le seuil de pauvreté (contre 11,0 % dans l'État et 12,7 % à l'échelle des États-Unis).
| 1870 | 1880  | 1890  | 1900  | 1910  | 1920  |
| ---- | ----- | ----- | ----- | ----- | ----- |
| 229  | 1 501 | 2 825 | 3 775 | 5 162 | 4 551 |

| 1930  | 1940  | 1950  | 1960  | 1970  | 1980   |
| ----- | ----- | ----- | ----- | ----- | ------ |
| 5 938 | 6 690 | 6 345 | 8 973 | 9 206 | 13 037 |

| 1990   | 2000   | 2010   | - | - | - |
| ------ | ------ | ------ | - | - | - |
| 12 687 | 15 431 | 16 400 | - | - | - |

### Climat
| Mois                                  | jan.     | fév.     | mars     | avril    | mai     | juin    | jui.    | août    | sep.    | oct.     | nov.     | déc.     | année    |
| ------------------------------------- | -------- | -------- | -------- | -------- | ------- | ------- | ------- | ------- | ------- | -------- | -------- | -------- | -------- |
| Température minimale moyenne (°C)     | −7,6     | −6,8     | −3,3     | 0,7      | 6,1     | 11,2    | 14,8    | 14      | 9,1     | 2,3      | −3,2     | −7,4     | 2,5      |
| Température moyenne (°C)              | 1,1      | 1,7      | 5,7      | 9,3      | 14,6    | 20,2    | 23,3    | 22,2    | 17,9    | 11,3     | 5,4      | 1        | 11,2     |
| Température maximale moyenne (°C)     | 9,7      | 10,2     | 14,7     | 17,9     | 22,9    | 29,2    | 31,8    | 30,4    | 26,7    | 20,3     | 14       | 9,4      | 19,8     |
| Record de froid (°C) date du record   | −31 1901 | −34 1905 | −25 1948 | −15 1920 | −9 1978 | −1 1969 | 2 1903  | 2 1910  | −4 1985 | −19 2020 | −31 1976 | −32 1990 | −34 1905 |
| Record de chaleur (°C) date du record | 27 1943  | 28 1930  | 29 1929  | 32 1929  | 37 2000 | 40 1930 | 42 1954 | 39 1902 | 38 1971 | 35 1913  | 28 1999  | 28 1928  | 42 1954  |
| Précipitations (mm)                   | 14       | 14,5     | 26,4     | 44,7     | 39,6    | 21,6    | 57,2    | 52,3    | 30,5    | 22,1     | 14       | 11,7     | 348,6    |
| dont neige (cm)                       | 17       | 15,7     | 15,2     | 10,4     | 1,3     | 0       | 0       | 0       | 0,5     | 8,4      | 13       | 15,7     | 97,2     |
| Nombre de jours avec précipitations   | 3,7      | 4,7      | 5,6      | 6,8      | 8,4     | 7,4     | 11,6    | 12      | 6,5     | 5,4      | 4,5      | 4,1      | 80,7     |
| Nombre de jours avec neige            | 3,4      | 3,9      | 3        | 2,1      | 0,4     | 0       | 0       | 0       | 0,03    | 1        | 2,5      | 3,8      | 20,1     |

| Diagramme climatique                                  |              |              |             |             |              |              |            |             |             |          |             |
| J                                                     | F            | M            | A           | M           | J            | J            | A          | S           | O           | N        | D           |
| 9,7−7,614                                             | 10,2−6,814,5 | 14,7−3,326,4 | 17,90,744,7 | 22,96,139,6 | 29,211,221,6 | 31,814,857,2 | 30,41452,3 | 26,79,130,5 | 20,32,322,1 | 14−3,214 | 9,4−7,411,7 |
| Moyennes : • Temp. maxi et mini °C • Précipitation mm |              |              |             |             |              |              |            |             |             |          |             |

## Une «ville-prison»
Avec quelque 7 600 prisonniers pour environ 40 000 habitants libres en 2017, soit 16 % de la population totale derrière les barreaux, le comté de Fremont a une réputation de « vallée prison » (« Prison Valley ») et Cañon City, qui est son chef-lieu, a été qualifié de « ville-prison préférée d'Amérique » (« America's cheeriest prison town »). Il y a douze prisons dans la ville (publiques ou privées), ce qui lui permet de récupérer une manne financière conséquente,.

## Tourisme
Le Royal Gorge Bridge est un pont suspendu près de Cañon City, enjambant la rivière Arkansas.

## Culture
- Le film Cannibal! The Musical (1993) a été tourné en partie à Cañon City ;
- Les fossiles du dinosaure Amphicoelias ont été trouvés à Garden Park au nord de Cañon City ;
- Le web-documentaire Prison Valley (2010) traite de l'industrie de la prison aux États-Unis et se passe à Cañon City ;
- C'est une ville, appelée « Canon City », de la Zone neutre où se déroule l'action dans la série télévisée The Man in the High Castle (2015).